# Ciechocinek
Ciechocinek (in tedesco Hermannsbad) è una città polacca del distretto di Aleksandrów Kujawski nel voivodato della Cuiavia-Pomerania.
Ricopre una superficie di 15,26 km² e nel 2007 contava 10 907 abitanti.

## Geografia
Il centro abitato si trova in una vallata poco lontana dalle rive della Vistola.

## Storia
Fin dall'antichità, i popoli che si sono succeduti nel territorio hanno sfruttato le sorgenti salate dell'area per ricavarne il sale; la prima documentazione fu nel XIII secolo, quando il principe Corrado I donò due saline all'Ordine dei Cavalieri Teutonici.
Sotto il governo austriaco, tra il 1824 e il 1859 vennero costruite tre torri di gradazione; insieme ad esse, nello stesso periodo vennero costruite una vasca termale (1836) e la ferrovia.
Tra il XIX e il XX secolo, sono sorti diversi parchi e giardini fioriti, su tutti il Parco Zdrojowy (1875), dove è situata la fontana di Hansel e Gretel.

## Luoghi d'interesse

### Le tre torri di gradazione
Nell'Ottocento il governo austriaco sentì il bisogno di ampliare le saline, facendo costruire nel 1824 una torre di gradazione, seguita da una seconda nel 1833 e una terza nel 1859. Sono tuttora presenti e alte 15 metri ciascuna, erano poste perpendicolarmente rispetto al vento. Infatti, il loro scopo era quello di favorire l'evaporazione dell'acqua, pompata fino in cima alle torri per poi ridiscendere lentamente.

### Parco Sosnowy
È un grande parco ricoperto da fitti alberi in mezzo ai quali si diramano sentieri. Dal 1930, vi è presente la Resistenza del Presidente polacco.

### Fontana Fungo
Creata nel 1926, è posta proprio di fronte al Parco Zdrojowy. Sedendovisi attorno, si possono sentire gli spruzzi dell'acqua termale posta 400 metri sotto terra, alla temperatura di 33 gradi centigradi.

### Teatro estivo
Costruito in stile Art nouveau nel 1891, è una delle tre strutture in legno rimaste in Europa.

## Società
La maggioranza della popolazione è di etnia Polacca e professa il culto cattolico.